# منشية الشريعي
قرية منشية الشريعي هي إحدى القرى التابعة لمركز سمالوط بمحافظة المنيا في جمهورية مصر العربية. حسب إحصاءات سنة 2006، بلغ إجمالي السكان في منشية الشريعي 7935 نسمة، منهم 4034 رجلا و3901 امرأة. تم تأسيس منشية الشريعي في عام 1895 على يد محمد باشا الشريعي، الذي كان نائبًا بالبرلمان المصري وأحد كبار مُلاك الأراضي الزراعية بمركز سمالوط بمحافظة المنيا، وهو جد الموسيقار المصري عمار الشريعي. ويتولى منصب عمدة القرية حاليًا حفيده علي الشريعي.